# 圣让堡围城战
聖讓堡圍城戰（英語：Siege of Fort St. Jean）是美國獨立戰爭時期大陸軍遠征加拿大的一場戰鬥。1775年9月，大陸軍兵分東西兩路，前往攻打英屬魁北克省首府魁北克市，當中西路軍由皇冠岬堡出發，取道尚普蘭湖、黎塞留河的圣让堡及蒙特利爾。9月17日大陸軍開始包圍聖讓堡，在一輪攻守之後，終於在11月3日迫使聖讓堡的英軍投降。
聖讓堡失守後，魁北克省總督蓋伊·卡爾頓即時離開蒙特利爾，退守魁北克市。11月13日蒙特利爾向大陸軍投降。圍城戰期間雙方的戰損並不嚴重，但大陸軍卻飽受疫病困擾，再加上11月後加拿大進入寒冬，使遠征軍隊面對嚴峻挑戰。

## 背景及雙方部署
1775年5月，北美反叛民兵攻佔提康德羅加堡，開始威脅到英屬魁北克省的英國駐軍。由於攻勢是出於麻薩諸塞灣自治政府的命令，身處費城的第二次大陸會議對此反應不一，甚至有意見認為應將堡壘歸還魁北克政府，以示對加拿大友好。議會同時向加拿大發布第二封《敬告加拿大人民書》，號召魁北克的居民加入抗爭，但效果仍舊不彰。時日過去，波士頓之圍陷入僵持狀態，議會開始擔心英軍從加拿大南下夾擊。更何況五大湖及黎塞留河區域，素為北美重要的糧食出產區域，對革命軍有重要經濟價值。故此議會不但決定保留提康德羅加堡，且開始籌備進攻加拿大。
1775年6月13日，領兵攻佔提康德羅加堡的班內迪·阿諾德上校，向議會提交進攻方案。阿諾德建議由皇冠岬堡出發，帶1,000人進攻聖讓堡及鄰接的尚布利堡，然後繞過黎塞留河的其他堡壘，直接攻打蒙特利爾。這個方案雖然獲得議會及大陸軍總司令華盛頓同意，但阿諾德卻同時遭到麻薩諸塞及大陸議會輕視，未獲任命為北伐指揮官。事實上到6月22日，麻薩諸塞議會便向駐守皇冠岬的阿諾德覆實，指他必須服從於新近抵埗的康涅狄格州領袖本杰明·欣曼上校，結果阿諾德憤而辭職回鄉。到6月27日，大陸議會將攻打聖讓堡一職，交由紐約州名門菲力·斯凱勒少將負責。阿諾德最終親自說服華盛頓，於麻薩諸塞另組一支軍隊，由今日緬因州的荒野出發，從東面夾擊魁北克市。
至於英國方面，魁北克省總督蓋伊·卡爾頓在提康德羅加堡失陷後，已著手籌備防守。卡爾頓手上有三個步兵軍團，但第8皇家直屬步兵軍團駐守魁北克省西部，無法趕回前線，而第26步兵軍團及第7步兵軍團則分散於黎塞留河及聖勞倫斯河各地。至於在水路方面，阿諾德摧毀了尚普蘭湖不少英國艦艇，並建立了一支小型艦隊；但北美及西印度艦隊總司令塞繆爾·格雷夫斯中將，卻拒絕將地獄犬號六等護衛艦由大西洋調入尚普蘭湖防守。
為增加兵力，卡爾頓派出法裔加拿大人的領主，向法裔平民招兵，卻反而招致平民反感。至於美洲原住民方面，英國印第安事務總監（Superintendent of Indian Affairs）约翰逊爵士雖於易洛魁聯盟素有威望，卻在1774年7月已經辭世。這使易洛魁人對卡爾頓持觀望態度居多，只有少量戰士協助卡爾頓偵察前線。幸好老軍官托洛伊斯克的艾伦·麦克莱恩在1775年6月12日，獲得北美英軍總司令托馬士·蓋奇准許，徵召七年戰爭時的蘇格蘭高地步兵，並編組成第84步兵軍團，才減輕魁北克省的兵力緊張。
1775年6月至9月初，大陸軍忙於訓練民兵及準備補給，而加拿大英軍則忙於調配防兵。8月22日，一支魁北克的易洛魁哨兵，遇上剛剛偵察聖讓堡的綠山兄弟斥侯，雙方交火。易洛魁人槍殺了伊頓·阿倫的心腹里门伯·贝克，並割下其頭顱，帶到聖讓堡示眾。終於到8月27日，斯凱勒少將與理查德·蒙哥马利上校帶兵離開皇冠岬，兵分兩路北上。當兩軍在9月4日於黎塞留河南端的胡桃島會合時，斯凱勒因風濕及發燒而不能前行，只好由蒙哥馬利代為指揮軍隊進攻。

## 堡外戰鬥
9月6日，蒙哥馬利的民兵在黎塞留河的沼澤登陸，然後向聖讓堡行軍。不久蒙哥馬利遭到約100名易洛魁戰士伏擊，雙方駁火。到傍晚時分，民兵開始建造胸牆，卻遭到聖讓堡火炮轟擊，而被迫撤退。首日交火後，民兵共有八死九傷，而易洛魁戰士則有四死五傷。雖然民兵攻勢被英軍擊退，但該批易洛魁戰士卻對英軍未有出堡支援極度不滿，決定保持中立，全數解甲還鄉。
入黑之後，民兵的情報出現混亂。斯凱勒首先與一名當地人（極可能是英國退役軍官摩西·黑曾）會談，該人稱聖讓堡的補給充足、皇家野人號風帆戰船（HMS Royal Savage）隨時可進入尚普蘭湖，截斷民兵補給、而只有少數魁北克人樂意支援美州民兵。結果斯凱勒下令撤回胡桃島，並寫信建議大陸議會取消進攻。然而到9月7日早上，當蒙哥馬利領兵返抵胡桃島時，卻帶來了截然不同的情報。蒙哥馬利根據居住在尚布利堡附近的詹姆士·利文斯頓所言，指魁北克人之所以對反抗英國冷淡，乃因欠缺民兵的軍事支援，而戴维·伍斯特的800名援軍又已經抵達。結果斯凱勒又再下令恢復進攻，並派利文斯頓及剛被綠山兄弟免職的伊頓·阿倫，去招募加拿大人入伍。
9月10日，民兵行軍前往聖讓堡，卻因痢疾、秩序混亂及訓練不足之故，而屢受拖延。民兵極度擔心遭易洛魁人伏擊，在草木皆兵之下，一度與友軍駁火。當民兵的混亂勉強平息之際，易洛魁人就適時殺出伏擊，使混亂繼續加劇。不久民兵更開始謠傳皇家野人號正前來開炮轟擊，而自行撤回胡桃島，使蒙哥馬利等軍官頗為憤怒。13日蒙哥馬利打算再次出征，卻因天氣惡劣而要延期。到16日斯凱勒病情加劇，而要退回提康德羅加堡治理，由蒙哥馬利接掌軍隊指揮。

## 聖讓堡圍城戰
9月16日，蒙哥馬利第三次帶兵攻打聖讓堡，並成功在堡壘西南面架起防線；至於約翰·布朗少校的民兵則乘船到堡壘北面登陸，搶奪英軍補給，期間俘虜了黑曾問話。英軍守將查尔斯·普雷斯顿即帶兵出城截擊，迫使布朗後退之餘，又將黑曾俘虜。然而蒙哥馬利及時帶500人前來增援，使英軍只能退守堡內，圍城就此展開。黑曾似乎同時為兩面戰線服務，但及後卻被英軍視為叛徒，最終投向革命一派。
圍城開始後，普雷斯頓即時派人向卡爾頓求援，而蒙哥馬利亦派人去監視卡爾頓的軍隊動向。9月18日民兵開始沿著聖讓堡西南端築起防線，並建造臼炮陣地。至於利文斯頓繼續在郊外招募民兵，並與當地的效忠派時有武鬥，但卡爾頓除了拘捕數名親美商人及間諜，卻對蒙特利爾市郊之事置之不顧，使效忠派大失所望。另外，阿倫起初帶同民兵監察朗基爾的守軍動向，卻因貪功而直接攻打蒙特利爾，結果在9月25日長岬之戰遭卡爾頓擊潰俘虜。事後效忠派自行籌集了近1,200名民兵，意欲支援英軍防守，但卡爾頓同樣置之不顧。結果民兵最終自行解散，使英軍喪失救援先機。
9月中到10月初期間，由於英軍在聖讓堡有火炮優勢，再加上民兵疫病流行而補給不足，使戰局以英方佔優。這段時間，雙方俱以火炮互相轟擊，亦各有逃兵叛變投靠對方，洩露軍情機密。不過，英軍仍然無法突破水路封鎖，使民兵仍可從尚普蘭湖運送物質。10月6日開始，提康德羅加堡的重型火炮陸續運抵陣地，民兵與英軍的火力差距開始縮窄。蒙哥馬利先後將兩門火炮設置於堡壘的南面及黎塞留河對岸（東面），並在10月13日擊沉了皇家野人號，使英軍的士氣備受打擊。
10月16日，英軍的戰局繼續惡化。當日利文斯頓帶同招募的加拿大民兵，以及兩門9磅火炮，開始包圍尚布利堡。尚布利堡位於聖讓堡北面，負責補給聖讓堡，卻只有八十多人駐守，而且紀律鬆懈。圍城兩日後，尚布利堡向利文斯頓投降，堡內全軍投降，所有物質落入民兵手中。聖讓堡在20日接獲尚布利堡失守消息，而普雷斯頓更被利文斯頓以尚布利堡的婦孺脅迫，准許他乘座渡船運送戰俘到新英格蘭，期間不得開炮。這些事件使聖讓堡士氣更加低落，部分士兵開始提出投降。10月底蒙哥馬利在西面架起新炮台，令英軍情況雪上加霜。
此時，卡爾頓終於決定派軍支援。卡爾頓一直對加拿大的效忠問題心存質疑，亦不信任其他法裔領主，又不能削弱蒙特利爾的防兵，故此決定依賴麦克莱恩徵召的蘇格蘭高地士兵。在10月中，麦克莱恩透過軟硬兼施，已經召集了近400人，正準備從三河市前往尚布利堡，卻收到前線的壞消息。10月30日，卡爾頓與麦克莱恩分別從聖海倫島及索雷爾出發，試圖從聖勞倫斯河南下增援，卻遭到塞思·沃纳的綠山兄弟從岸邊開炮轟擊，被迫撤退。
11月1日，蒙哥馬利派俘虜向聖讓堡招降，指英方援軍已被擊退。普雷斯頓起初半信半疑，派出自己的軍隊與蒙哥馬利再談判。得悉軍情屬實後，雙方在2日訂下投降條件。11月3日英軍投降，民兵佔領聖讓堡。

## 後續影響
聖讓堡失守後，蒙特利爾便危在旦夕。卡爾頓在11月11日乘船逃往魁北克市，在15日於索雷爾遭到布朗的民兵攔截。布朗恐嚇以火炮轟擊英國船艦，要求卡爾頓投降（實際上布朗手上並無火炮）。在雙方討價還價之際，卡爾頓在半夜由英軍以小艇偷偷划走，而次日餘下的英軍則向布朗投降。卡爾頓在17日抵達三河市，最終在19日安全抵達魁北克市。
交戰雙方在聖讓堡的傷亡並不嚴重。英軍共有20人死亡，23人受傷，當中大部分為加拿大人及印第安人，而大陸軍民兵的死傷人數則少於100。不過，大陸軍有大陸民兵因疫病而要退下火線，截至10月12日時，已有937人因健康惡劣而要強制退役。
聖讓堡失守對加拿大戰役有重要影響。雖然北美民兵成功進佔蒙特利爾，只須攻佔魁北克市便可控制加拿大，但當時北美已進入冬季，不利攻城；民兵的志願服役期限到年尾便會告終，使部隊規模不斷縮減；再加上補給及疫病種種問題，民兵最終在魁北克戰役落敗撤退。